# 彼は秘密の女ともだち
『彼は秘密の女ともだち』（かれはひみつのおんなともだち、Une nouvelle amie）は、2014年のフランスのドラマ映画。妻の死をきっかけに、自らの性別違和に気付いていく男性の姿を、亡き妻の親友の視点から描く。原作はルース・レンデルの短編小説『女ともだち』、監督はフランソワ・オゾン。

## ストーリー
27歳の若さで亡くなった女性、ローラ（フランスの古い慣習により、純白の花嫁衣装をまとっている）の葬儀の席上、彼女の親友だったクレールがスピーチをしている。二人は7歳の時に出会って以来、大親友だった。共に青春時代を過ごし、恋をし、ローラはダヴィッドと、クレールはジルとそれぞれ結婚した。二人は当然のように、互いの花嫁付添人を務め、そして病魔に侵されていたローラが一人娘リュシーを出産した際には、クレールがその代母（後見人、名付け親）となる。スピーチの中で、クレールはダヴィッドとリュシー父娘を見守ることを、ローラと参列者たちに誓う。
数週間後、気が塞ぎがちだったクレールは、夫ジルの勧めで、ダヴィッドの家を訪れる。応答が無いのを不審に思い、こっそり室内に入ると、女装したダヴィッドがリュシーの世話をしていた。ダヴィッドは元々女装癖があり、ローラもそれを知りつつ結婚した。結婚後はローラの魅力的な「女性らしさ」に満たされ、女装することは無かったが、リュシーをあやす過程でローラの遺品を身に纏ったことをきっかけに癖が再発し、ローラの遺品を身に着けるようになっていた。
ダヴィッドはクレールに口止めする一方、女装での外出に協力を求める。クレールは驚愕して帰宅するが、ダヴィッドからの電話をジルにごまかすため「ヴィルジニア」という名前で登録する。初めての外出は、ダヴィッドにとって「女性としての待遇を受ける」刺激的な体験だった。さらに二人はローラの実家の別荘へ旅行する。二人はローラの思い出に浸る友人だった。夜、二人はナイトクラブ「アマゾーヌ」へ行く。「私は女」という歌詞の歌に合わせて踊る、ニューハーフのダンサーの姿に、ダヴィッドは涙を流す。しかし、クレールはジルに嘘をついて外出したことが露呈し、妻として不倫のあらぬ疑いをかけられる。身の潔白を証明するため、クレールはダヴィッドがゲイであると嘘をつき、3人での和解の食事の場を設ける。ジルと二人は再び友人関係に戻り、またリュシーの姿を目にしたジルとクレール夫妻も、子供を授かりたいという気持ちを強くする。
しかし、ダヴィッドは自分が男性ではないという気持ちと感情を抑えられず、またクレールへの愛情も募っていく。一方のクレールも、ダヴィッドの告白を聞けば聞く程にダヴィッドが何者であるか混乱し、ダヴィットとジルが肉体関係を持つ奇妙な幻覚を見てしまう。クレールと（女装した）ダヴィッドはホテル・ヴィルジニアで会い、情熱的な愛撫を交わすが、クレールは我に返りダヴィッドを拒絶する。ダヴィッドは高ぶった感情のまま道を歩き、交通事故に遭う。
ダヴィッドの舅・姑（＝ローラの両親）は、ダヴィッドが昏睡状態であることと同じくらい、婿が女の格好をしていたことに衝撃を受ける。ジルは、クレールがダヴィッドの唯一の理解者で協力者だったことを知る。ダヴィッドの意識はなかなか戻らない。クレールは思い立って、ダヴィッドにローラの服を着せ、化粧を施し、「私は女」と歌いかけ、そして”彼女”を「ヴィルジニア」と呼ぶ。意識が回復したダヴィッドを自宅へ連れ、ジルに「ヴィルジニア」を紹介する。
7年後、リュシーの小学校の前に、ヴィルジニアとクレールはいた。ヴィルジニアは社会に適合し受け入れられ、クレールは身ごもっていた（クレールのお腹の子が誰の子であるかは、明示されない）。

## キャスト
- ダヴィッド/ヴィルジニア - ロマン・デュリス
- クレール - アナイス・ドゥムースティエ
- ジル - ラファエル・ペルソナ
- ローラ - イジルド・ル・ベスコ